# Michel Kratochvil
Michel Frank Kratochvil (ur. 7 kwietnia 1979 w Bernie) – szwajcarski tenisista, reprezentant w Pucharze Davisa.

## Kariera tenisowa
Karierę tenisową rozpoczął w roku 1997. W grze pojedynczej wygrał pięć turniejów kategorii ATP Challenger Tour. Oprócz tego Szwajcar dwukrotnie doszedł do finałów rozgrywek rangi ATP World Tour, najpierw w połowie września 2001 roku w Szanghaju oraz niespełna miesiąc później w Tokio.
Od roku 2000 do 2004 reprezentował Szwajcarię w Pucharze Davisa. Rozegrał przez ten okres dwanaście pojedynków singlowych, z których trzy wygrał.
W roku 2008 zakończył karierę tenisową, w trakcie której jego zarobki na kortach przekroczyły kwotę miliona dolarów. Najwyżej sklasyfikowany w rankingu singlistów był na 35. miejscu w lipcu 2002 roku.

### Finały w turniejach ATP World Tour
| Nazwa                         |
| ----------------------------- |
| Wielki Szlem                  |
| Igrzyska olimpijskie          |
| Tennis Masters Cup            |
| ATP Masters Series            |
| ATP International Series Gold |
| ATP International Series      |

#### Gra pojedyncza (0–2)
| Końcowy wynik | Nr | Data                | Turniej  | Nawierzchnia | Przeciwnik       | Wynik finału |
| ------------- | -- | ------------------- | -------- | ------------ | ---------------- | ------------ |
| Finalista     | 1. | 23 września 2001    | Szanghaj | Twarda       | Rainer Schüttler | 3:6, 4:6     |
| Finalista     | 2. | 7 października 2001 | Tokio    | Twarda       | Lleyton Hewitt   | 4:6, 2:6     |